# Gornji Kamengrad
Gornji Kamengrad (en cyrillique : Горњи Каменград) est un village de Bosnie-Herzégovine. Il est situé dans la municipalité de Sanski Most, dans le canton d'Una-Sana et dans la fédération de Bosnie-et-Herzégovine. Selon les premiers résultats du recensement bosnien de 2013, il compte 1 482 habitants.

## Démographie

### Évolution historique de la population dans la localité
| 1948 | 1953 | 1961 | 1971  | 1981  | 1991  | 2013  |
| ---- | ---- | ---- | ----- | ----- | ----- | ----- |
| -    | -    | 907  | 1 564 | 1 345 | 1 387 | 1 482 |

|  |

### Communauté locale
En 1991, la communauté locale de Gornji Kamengrad comptait 2 491 habitants, répartis de la manière suivante :